# Regau
Regau é um município austríaco, situado no distrito de Vöcklabruck, na Álta Austria.
Situa-se no Hausruckviertel a beira do famoso Salzkammergut. Este município tem sua própria saída da auto-estrada Westautobahn (A1) entre Salzburgo e Linz, a 429m de altitude. La aldeia Regau mesma tem 700 habitantes, todo o município 6000; a povoação mais grande do município chama-se Schalchham, outra povoação importante de Regau é Rutzenmoos.
A primeira referência documental a Regau data do ano 800, depois existiu um pequeno condado Regau. Desde 1490 Regau é parte da Alta Áustria. O nome Regau vem do Rebengau que significa "lugar das videiras".

## Localidades vizinhas
Vöcklabruck, Attnang-Puchheim, Desselbrunn, Pinsdorf, Ohlsdorf, Aurach e Timelkam

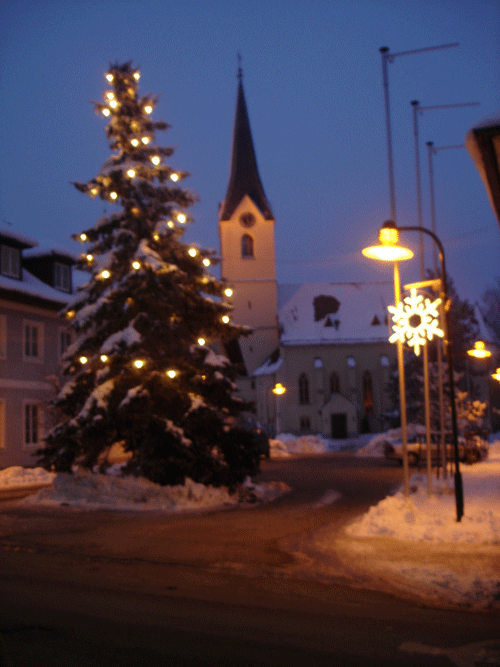
A igreja no centro de Regau